# Carina Moberg
Carina Moberg (17. april 1966 – 15. august 2012) var en svensk socialdemokratisk politiker, og formand for den socialdemokratiske gruppe i Riksdagen.